# Manduca lucetius
Manduca lucetius is een vlinder uit de familie van de pijlstaarten (Sphingidae). De wetenschappelijke naam van de soort werd in 1780 gepubliceerd door Pieter Cramer.